# Emile Roemer

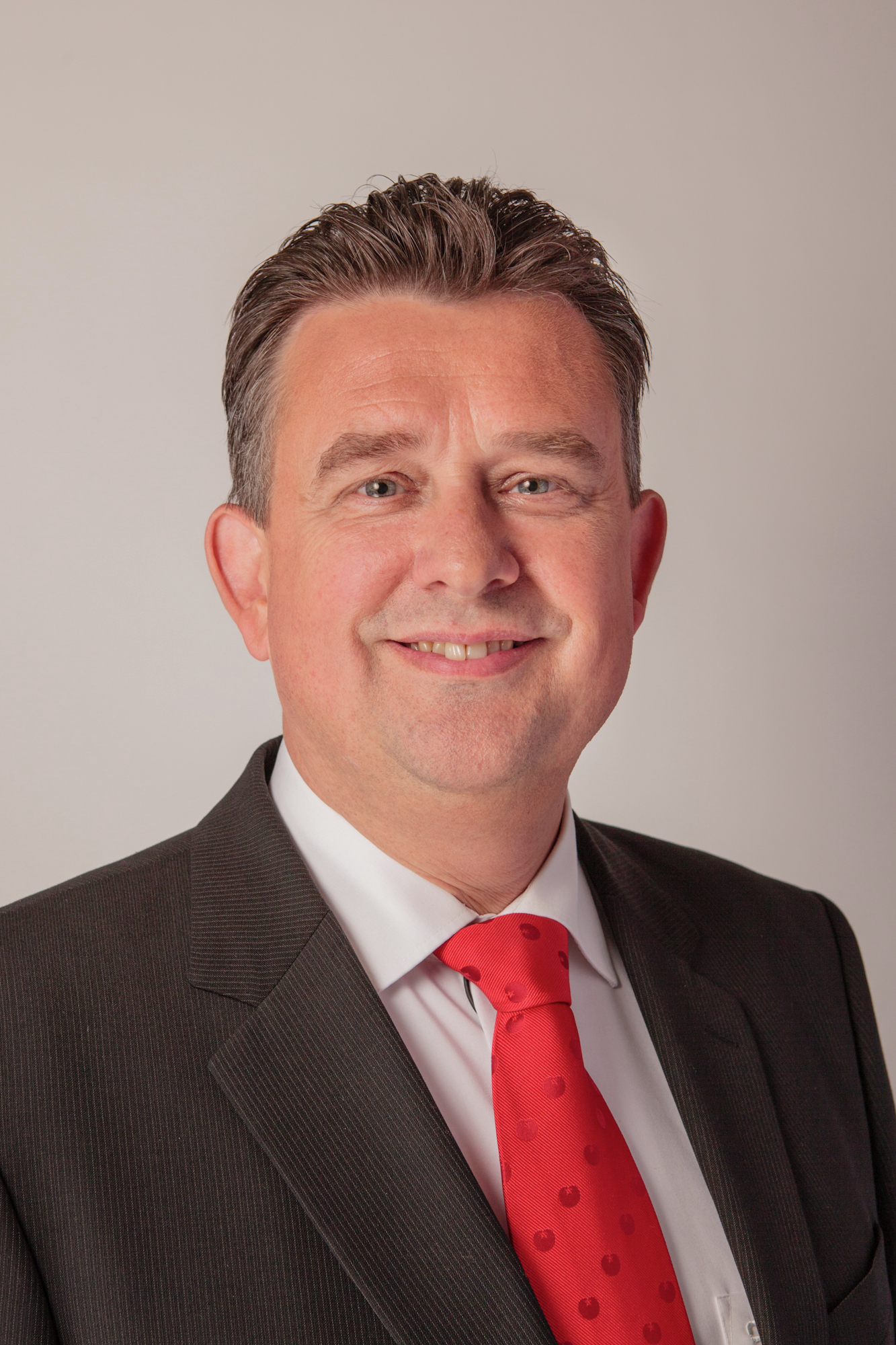
Emile Roemer

Emile Gerardus Maria Roemer, född 24 augusti 1962, är en nederländsk socialistisk politiker. Sedan 30 november 2006 är han ledamot av det nederländska parlamentet, Generalstaternas andra kammare. 5 mars 2010 valdes Roemer att efterträda Agnes Kant på partiledarposten för Socialistpartiet. Den 13 mars 2010 partiets lijsttrekker (toppkandidat) för socialistpartiet i det kommande parlamentsvalet i Nederländerna 2012.
Sedan 16 mars 2018 han avgick tillfälligt Heerlens borgmästare (att ersätta Ralf Krewinkel).